# ألفية 6 ق.م
خلال الألفية السادسة ق.م. تنتشر الزراعة من البلقان إلى إيطاليا وأوروبا الشرقية، وكذلك من بلاد ما بين النهرين إلى مصر. عدد سكان العالم مستقرة أساسا في حوالي 5 ملايين نسمة، على الرغم من بعض التكهن ما يصل إلى 7000000.

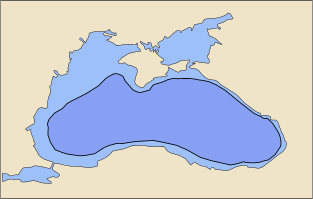
البحر الأسود اليوم (بالأزرق الفاتح) وفي عام 5600 قبل الميلاد (بالأزرق الغامق) وفقاً لنظريات ريان وبيتمان

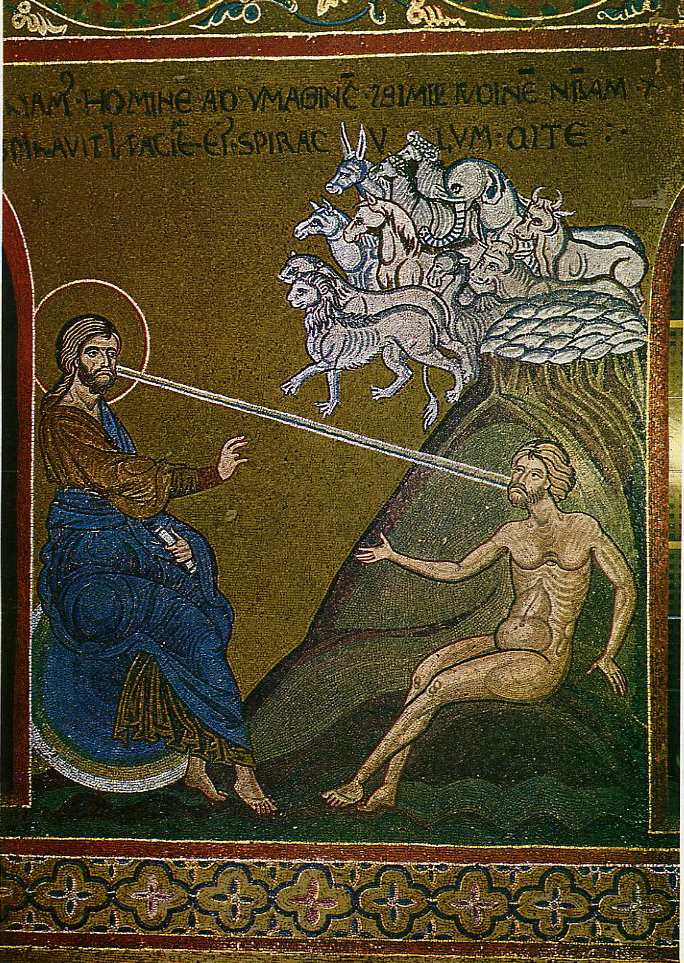
التقويم البيزنطي

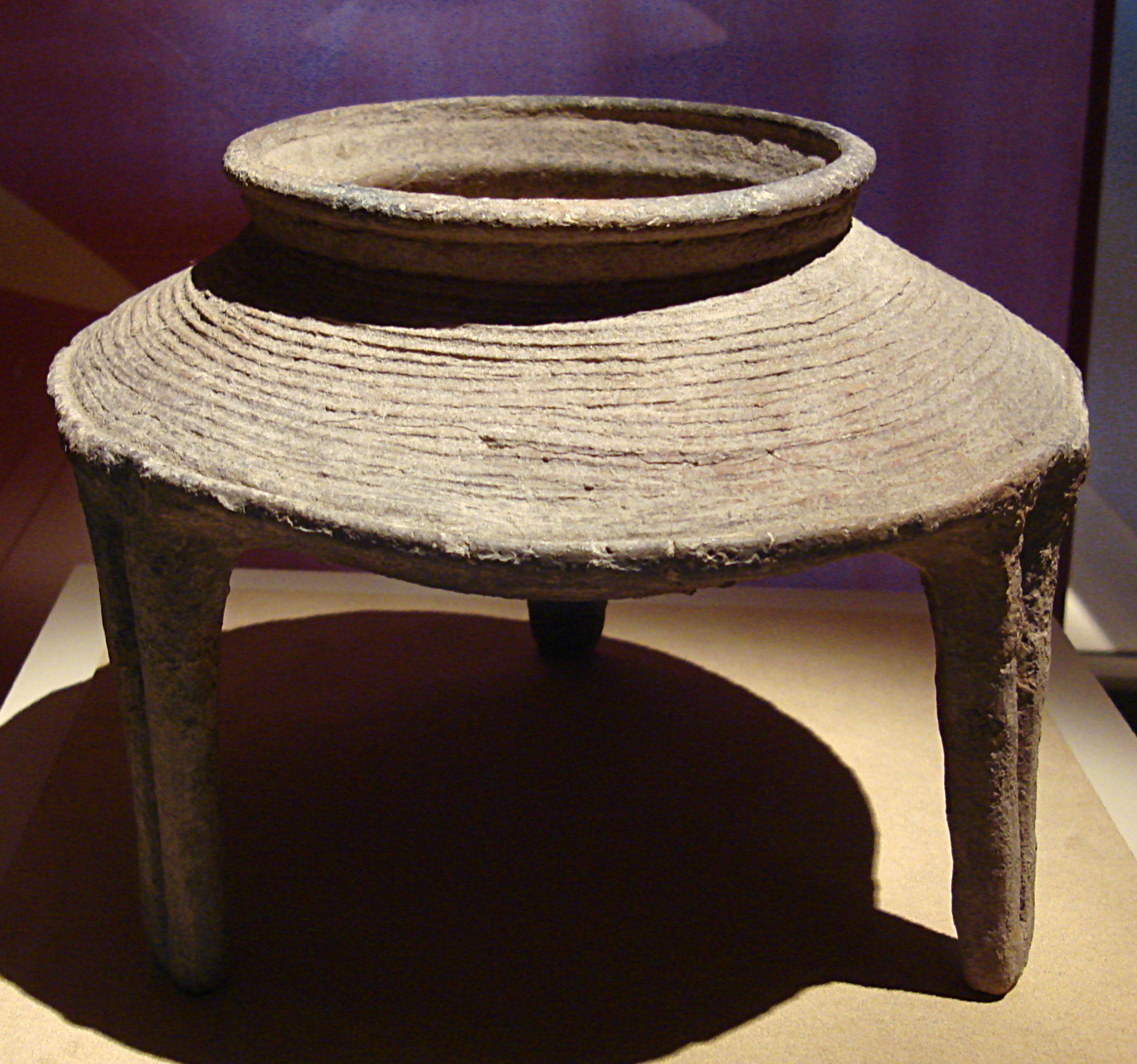
ثقافة يانغشاو

## أحداث
- في عام 5677 قبل الميلاد وقع انفجار بركاني كارثي من على ارتفاع 12،000 قدم (3700 م) في جبل مازاما في ولاية أوريغون مما أدى إلى تكوين بحيرة كارتر.[1]